# 菰野町立菰野小学校
菰野町立菰野小学校（こものちょうりつ こものしょうがっこう）は、三重県三重郡菰野町大字菰野にある町立の小学校。

## 概要
菰野町の南東部にあるこの学校は、2017年4月1日現在の児童数が975人、学級数が35学級（いずれも特別支援学級を含む）となっており、児童数が県内一二を争うマンモス校。冬には、恒例行事として御在所岳頂上までロープウェイで上り、スキー教室が行なわれている。

## 歴史
- 1873年1月6日（明治6年) - 菰野藩学校「顕道館」跡に、菰野小学校設立。

- 1875年（明治8年） -  湯の峯学校（西菰野分校）独立。

- 1885年（明治18年） -  菰野小学校と湯の峯学校が合併。

- 1887年（明治20年） - 校名を菰野尋常小学校と改称、組合高等小学校併設。

- 1898年（明治31年） - 旧菰野城跡に校舎三棟新築し移転、（6月26日）記念樹としてもみの木を植える。

- 1899年（明治32年） - 創立記念日を6月26日と定める。

- 1908年（明治41年）- 校名を校名を菰野尋常小学校と改称。

- 1915年（大正4年） - 菰野裁縫学校と併設。

- 1923年（大正12年）- 特励児学級（学業不振児のための学級）を設置、昭和3年まで続行。

- 1934年（昭和9年） - 校舎（旧本館、管理棟）大改築。

- 1941年（昭和16年） - 校名を菰野国民学校と改称。

- 1947年（昭和22年） - 校名を菰野町立菰野小学校と改称、PTA（もみの木会）発足。
- 1951年（昭和26年） - 県教育委員会より、学校表彰、毎日新聞社より、児童会活動の表彰を受ける。
- 1957年（昭和32年） - 学校給食完全実施。
- 1962年（昭和37年） - 学校創立88周年記念祝典を挙行。校歌制定、皷笛隊発足。
- 1973年（昭和48年） - 学校創立100周年記念事業挙行。
- 1974年（昭和49年） -  第二次学校改築（A館）
- 1975年（昭和50年） - 水泳プール竣工、学校図書館が文部大臣賞を受ける。
- 1976年（昭和51年） - 二代目もみの木を植える。玄関前造園、スキー教室開始。
- 1985年（昭和60年） - 第三次学校改築（体育館・C館）。
- 1987年（昭和62年） - プール補修工事。生命を大切にする学校教育活動推進校の指定を受ける。
- 1992・1993年（平成4・5年）文部省道徳教育研究委託を受ける。
- 1997年（平成9年） - 郡教振・町教研の研究指定を受ける。A館廊下全面改修。125周年記念誌発行、「ハナノキ」記念植樹。
- 1998年（平成10年） - 郡教振、町教研の研究発表をする。日Pの全国表彰を受ける。
- 2000年（平成12年） - プール全面補修工事。
- 2001年（平成13年） - タイムカプセル埋設。（2022年1月4日 開封予定）
- 2004年（平成16年） - 校内放送設置改修。
- 2007年（平成19年） - 西門扉設置。
- 2008年（平成20年） - A館・B館改修・耐震工事完了、給食棟改築工事完了、管理棟改修工事完了、D館増設（8教室）工事完了。
- 2009年（平成21年） - 菰野小学校ホームページリニューアル。（9月18日オープン）
- 2011年（平成23年） - 駐車場・学校園完成（高架西）
- 2015年（平成27年） - 体育館非構造部材等耐震化工事完了。
- 2016年（平成28年） - プール監修工事完了、各教室空調設備設置了、再生エネルギー等導入完了、校舎非構造部材工事完了。